# Vraništa
Vraništa (mazedonisch Враништа; albanisch definit Vranishti, indefinit Vranishtë) ist ein Dorf am westlichen Ufer des Schwarzen Drins in Nordmazedonien. Es gehört zur Gemeinde Struga und hat 1.563 Einwohner (2021), davon sind fast alle Mazedonier.
Der nächstgelegene Flughafen Ohrid ist nur wenige Kilometer entfernt.